# Hilara empidoides
Hilara empidoides är en tvåvingeart som beskrevs av Frey 1958. Hilara empidoides ingår i släktet Hilara och familjen dansflugor.
Artens utbredningsområde är Kanarieöarna. Inga underarter finns listade i Catalogue of Life.